# 杨柳镇 (宣威市)
杨柳镇，是中华人民共和国云南省曲靖市宣威市下辖的一个镇。
2017年4月26日，云南省人民政府批复同意撤销杨柳乡，设立杨柳镇。

## 行政区划
杨柳镇下辖以下地区：
可渡村、杨柳村、留田村、碗厂村、海庆村、蒋箐村、水塘村、围仗村、克基村和和平村。